# Turó de Morralius
El Turó de Morralius és una muntanya de 438 metres que es troba al municipi de Castellbell i el Vilar, a la comarca catalana del Bages.